# Luděk Kopřiva (fotbalista)
Luděk Kopřiva (* 26. října 1963) je bývalý český fotbalista, obránce. Po skončení aktivní kariéry trénuje v nižších soutěžích.

## Fotbalová kariéra
V československé a české lize hrál za FC Viktoria Plzeň Bohemians Praha. Nastoupil celkem ve 122 ligových utkáních.

## Ligová bilance
| Ročník                                   | Zápasy | Góly | Klub              |
| ---------------------------------------- | ------ | ---- | ----------------- |
| 1. československá fotbalová liga 1986/87 | 26     | 0    | Škoda Plzeň       |
| 1. československá fotbalová liga 1988/89 | 20     | 0    | Škoda Plzeň       |
| 1. česká fotbalová liga 1993/94          | 4      | 0    | FC Viktoria Plzeň |
| 1. česká fotbalová liga 1993/94          | 12     | 0    | Bohemians Praha   |
| 1. česká fotbalová liga 1994/95          | 18     | 0    | Bohemians Praha   |
| CELKEM                                   | 122    | 0    |                   |